# Nyakunde
 (septembre 2021).

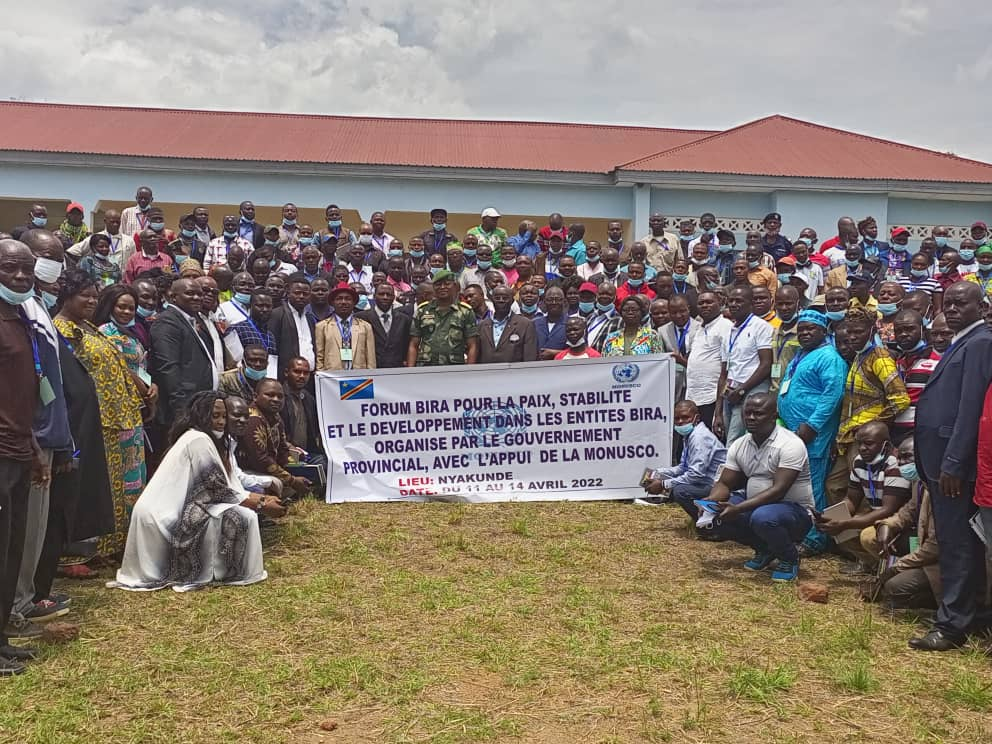
Nyakunde, Ituri, 2022

Nyakunde ou Nyankunde est le siège de la chefferie des Andisoma des peuples Bira, situé à 45 km au sud-ouest de Bunia, dans le territoire d'Irumu (district de l'Ituri, Province orientale, nord-est de la République démocratique du Congo).
En septembre 2002, le Centre Médical de Nyakunde a subi l'un des plus graves massacres du conflit d'Ituri. Pendant 10 jours, les combattants ngiti de Germain Katanga, connus ensuite sous le nom de FRPI, ont tué à Nyakunde et aux environs au moins 12000 
Bira et un nombre reduit des Hema (la grande partie de la population Hema avait deja quitté Nyankunde. Il ne restait que quelques infirmiers et autres agents de l'hopital), ainsi que d'autres civils pris pour cible sur la base de leur appartenance ethnique,.

## Personnalités liées à Bukavu

### Naissance à Bukavu
- Gaël Assumani, boxeur professionnel congolais évoluant dans la catégorie des poids légers.